# Külföldi intervenció az oroszországi polgárháborúban

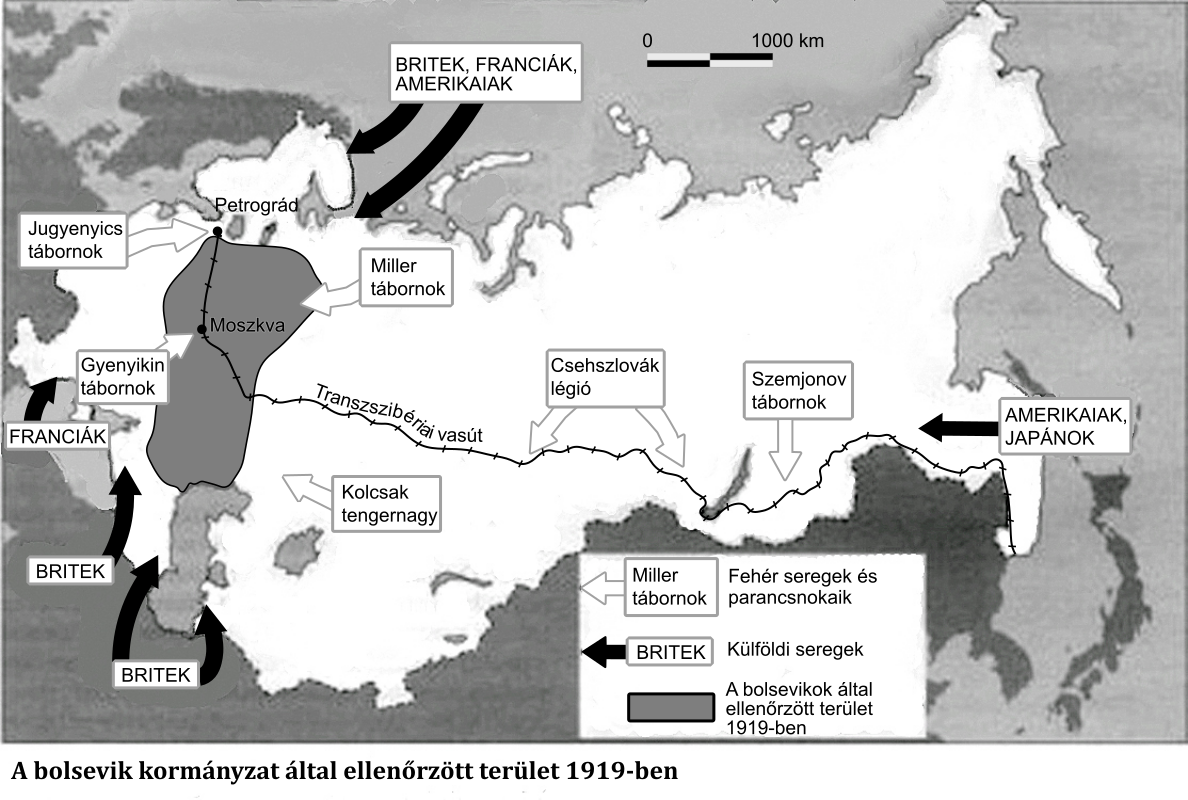
A bolsevik kormányzat által ellenőrzött terület 1919-ben (sötéttel, Moszkva körül); a fehér erők támadási irányai (fehér nyilak); külföldi intervenciók (fekete nyilak)

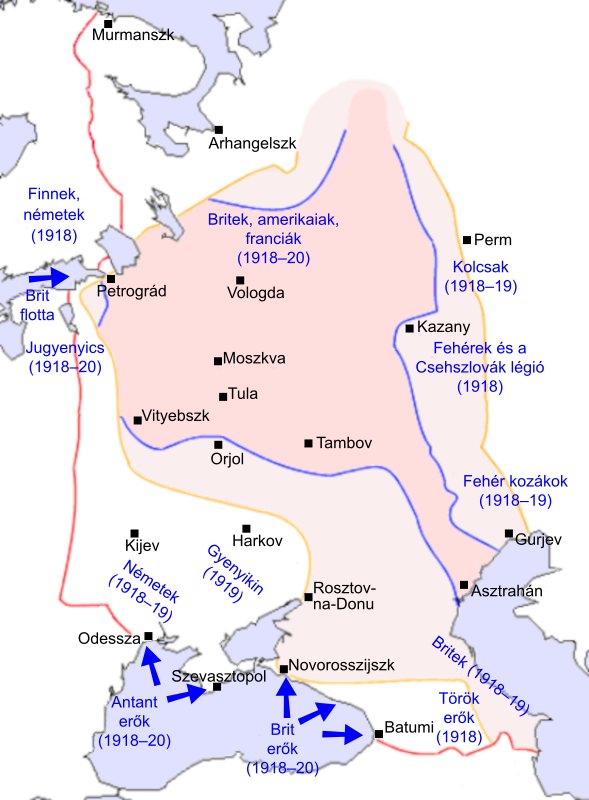
A bolsevik hatalom és az ellene támadók az európai Oroszország területén

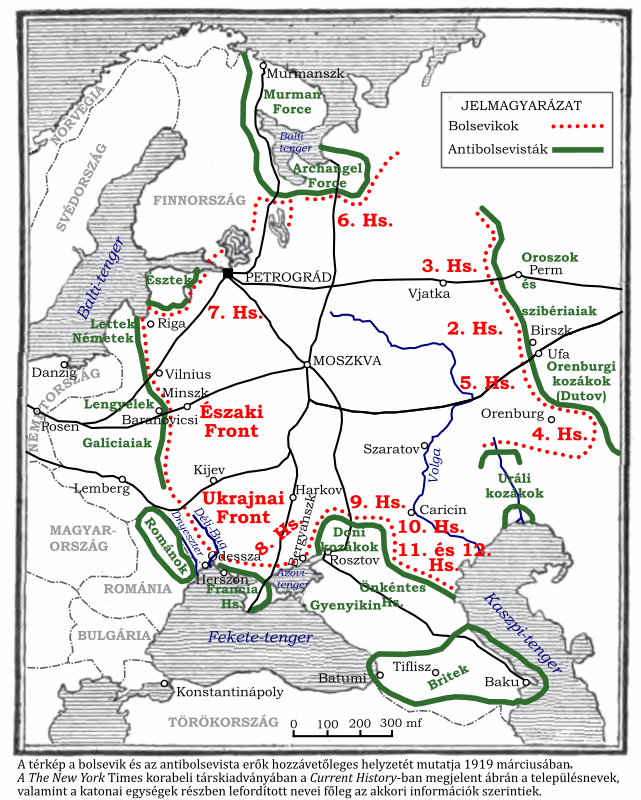
A szembenálló felek hozzávetőleges pozíciói 1919-ben

Az oroszországi polgárháború idején összesen 14 külföldi állam hajtott végre katonai intervenciót Oroszországban.
Az intervenció célja az antant és a központi hatalmak részéről egyaránt az ő országaik társadalmi berendezkedését is fenyegető 1917-es októberi orosz forradalom leverése volt, valamint területszerzés, illetve gazdasági érdekeik érvényre juttatása, Anglia és Franciaország „érdekszféráinak” megőrzése a láthatóan bomlásnak indult Oroszország területén.
A külföldi intervenció része volt a fehérek nagyszabású támogatása is, pénzzel, fegyverrel, lőszerrel, ami elnyújtotta a polgárháborút. A vörösök uralma alatt álló országrészt viszont az antant gazdasági blokád alá vonta, ami önmagában is háborús cselekménynek számított.
A humanitárius katasztrófa miatt külföldről érkező bizonyos segélyeket mindkét fél politikai, hatalmi, katonai kérdésként kezelte.
A külföldi katonai beavatkozások végül sikertelenek maradtak az intervencióban résztvevő országok hazai lakosságának háborús fáradtsága és főleg a külföldiek által támogatott fehéreknek az oroszországi polgárháborúban elszenvedett katonai veresége miatt.

## Előzmények
Az 1917-es februári orosz forradalom lemondásra kényszerítette II. Miklós orosz cárt cárt és polgári demokratikus rendszert hozott létre. A létrejött orosz Ideiglenes Kormány biztosította antant szövetségeseit, hogy folytatja a küzdelmet az első világháború keleti frontján a központi hatalmak ellen.
Az antant hatalmak a háború kezdete óta szállítottak hadianyagokat az orosz háborús erőfeszítések támogatására Arhangelszk, Murmanszk (1915-ben építették ki), és Vlagyivosztok kikötőjén át. 1917 áprilisában az Egyesült Államok is belépett a háborúba és szintén megindította hadianyagok szállítását az Ideiglenes Kormány számára.
A kimerült orosz hadsereg azonban egyre kevésbé volt harcképes a keleti fronton. A Kerenszkij-offenzíva súlyos kudarcba torkollott, a keleti front összeomlott, az orosz katonák lázadoztak. Kornyilov lett az új főparancsnok, de ő angol támogatással (egy brit páncélkocsi-egység vett részt az akcióban, orosz egyenruhába öltöztetett katonákkal) – végül sikertelenül – puccsot kísérelt meg a Kerenszkij vezette Ideiglenes Kormány ellen.
A társadalmi elégedetlenség végül az 1917-es októberi orosz forradalomba torkollott; a bolsevikok átvették a hatalmat.

## Története
A bolsevik forradalom azonnal kiváltotta a nyugati hatalmak aggodalmát. Megindult a katonai beavatkozás tervezése. William Henry Chamberlin írta erről:
Néhány héttel a bolsevik forradalom után, 1918. december 23-án Párizsban angol–francia megállapodás született a brit és a francia erők orosz területen folytatandó akcióiról. Ez a megállapodás brit „befolyási övezetként” határozta meg a kozákok területeit, a Kaukázust, Örményországot, Grúziát és a kurdok lakta területeket, míg a francia zóna Besszarábiát, Ukrajnát és a Krímet fogta át. A megállapodásnak volt bizonyos gazdasági háttere: a kaukázusi olajmezőkön a brit beruházások domináltak, a franciák viszont nagyobb érdeklődést mutattak az ukrajnai vasérc- és szénbányák iránt.
Az oroszországi intervenció célja az antant és a központi hatalmak részéről egyaránt az ő országaik társadalmi berendezkedését is fenyegető orosz forradalom leverése volt, valamint területszerzés, illetve gazdasági érdekeik érvényre juttatása a láthatóan bomlásnak indult Oroszország területén. Erich Ludendorff német tábornok 1920-ban, Horthy Miklóshoz intézett levelében így fogalmazott:
Nálunk Németországban a következőképp alakul a helyzet: a baloldal a szovjet hadsereg előrenyomulását látná szívesen, a közép gazdasági előnyöket remél Oroszországtól, a jobboldal nem ismeri fel a veszélyt. Ezt csak kevesen veszik észre. Nézetem szerint a szovjet hatalom egyaránt fenyegeti Németországot és Magyarországot, ugyanúgy, mint az egész polgári világot, mely a közös ellenséget nem ismeri fel vagy nem akarja felismerni.
1918 elején a központi hatalmak csapatai folytatták az előretörést az egykori Orosz Birodalom óriási területein. Lenin mielőbbi békekötést akart a forradalom életben tartása érdekében, de nehezen tudta keresztülvinni akaratát a bolsevik párt vezetőségében. Végül 1918. március 3-án tudták aláírni a breszt-litovszki békét, amelyben a szovjet fél az ország területének, lakosságának, gazdaságának hatalmas részéről volt kénytelen lemondani a központi hatalmak javára. Az antant ezt a lépést árulásnak tekintette, ami megerősítette őket abban a törekvésükben, hogy mielőbb megdöntsék a rendszert és megelőzzék egy német bábállam kialakulását az orosz területeken.
Nagy-Britannia és Franciaország azért fokozták a fehéreknek nyújtott segítséget, hogy védelmezzék jelentős oroszországi beruházásaikat.
R. H. Bruce Lockhart fiatal brit követ és egyben a Secret Intelligence Service munkatársa francia kollégájával együtt 1918 elején kezdetleges összeesküvésbe bonyolódott Moszkvában a bolsevik hatalom megdöntése céljával. A Cseka gyorsan leleplezte a szervezkedést és nagy kirakatpert rendeztek belőle, de Lockhartot hamarosan kicserélték a Londonban bolsevik propaganda terjesztéséért letartóztatott Makszim Makszimovics Litvinovra.
Nagy-Britanniában Winston Churchill ekkoriban hadfelszerelési, majd hadügyi és légi miniszterként legfőbb feladatának az intervenció támogatását tartotta. Vehemens ellenfele volt a szocialista mozgalomnak általában, a bolsevizmust pedig a szocializmus legrosszabb formájának tartotta. Kijelentette, hogy azt „a bölcsőjében kell megfojtani”. A brit sajtó túlnyomó része is aktív beavatkozás-párti volt.

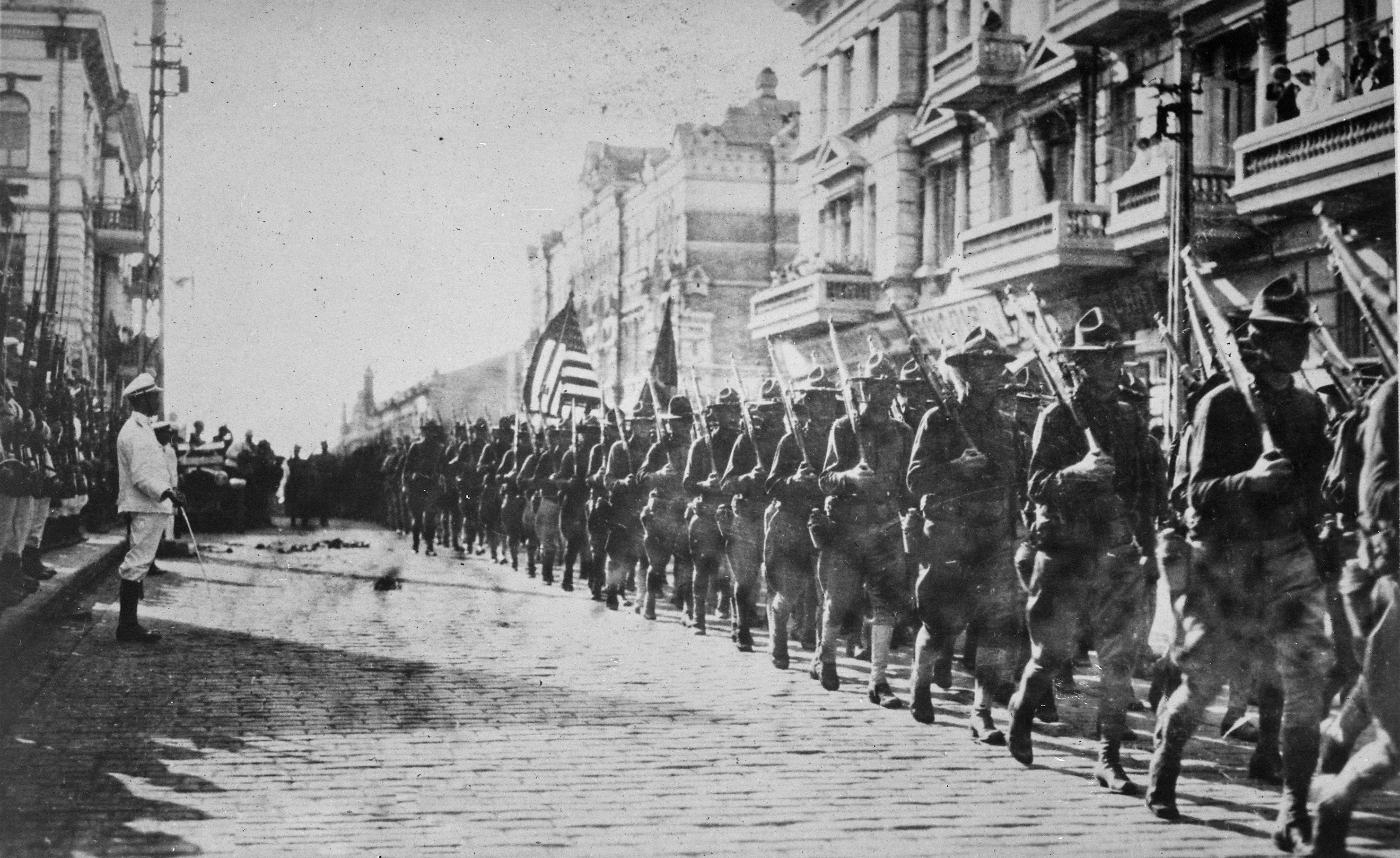
Amerikai csapatok díszszemléje Vlagyivosztokban, 1918 augusztusában

Wilson amerikai elnök a csapatok szűkében lévő angolok és franciák kérésére 1918 júliusában 5000 katonát küldött Arhangelszkbe, további 8000 főt pedig Vlagyivosztokba.
Brit birodalmi erők keretében kanadai, ausztrál, indiai csapatok is érkeztek Szibériába és Észak-Oroszországba. A Brit Királyi Haditengerészet flottaegységet küldött a Baltikumba és csapatokat, hadianyagot tettek partra a bolsevikok elleni harc céljaira.
Japán küldte a legnagyobb erőt Oroszországba, 70 ezer főt, mivel ütközőállamot szerettek volna létrehozni Szibériában. A japán beavatkozást a birodalom bővítésének céljai mellett a kommunizmussal szembeni különösen erős ellenszenv is motiválta.
Olaszország különleges expedíciós erőt („Corpo di Spedizione”) hozott létre olasz hegyivadász más néven alpesi csapatokból 2500 fővel, akiket kezdetben Tiencsin olasz koncessziós területén állomásoztattak.
Románia részéről Ion I. C. Brătianu kormánya 1918 januárjában döntött a besszarábiai beavatkozásról. A román csapatok bevonultak Kisinyovba, majd jelentős csatát vívtak a vörösökkel Bender (Tighina) városánál, ahol a románok nagy veszteségek árán arattak győzelmet. További komoly összecsapásra került sor Vilkovo városánál, ahol a románok hajókat és számos ágyút zsákmányoltak.
Az antant szövetségesek végül 1920-ban kivonták csapataikat Oroszország területéről. A japán hadsereg azonban egészen 1922-ig az orosz Távol-Keleten maradt illetve folytatta Észak-Szahalin megszállását 1925-ig, amikor is aláírták a szovjet–japán alapegyezményt, és visszatértek az 1905-ös orosz–japán háborút lezáró portsmouthi szerződés rendelkezéseihez.

### Észak-oroszországi hadszíntér

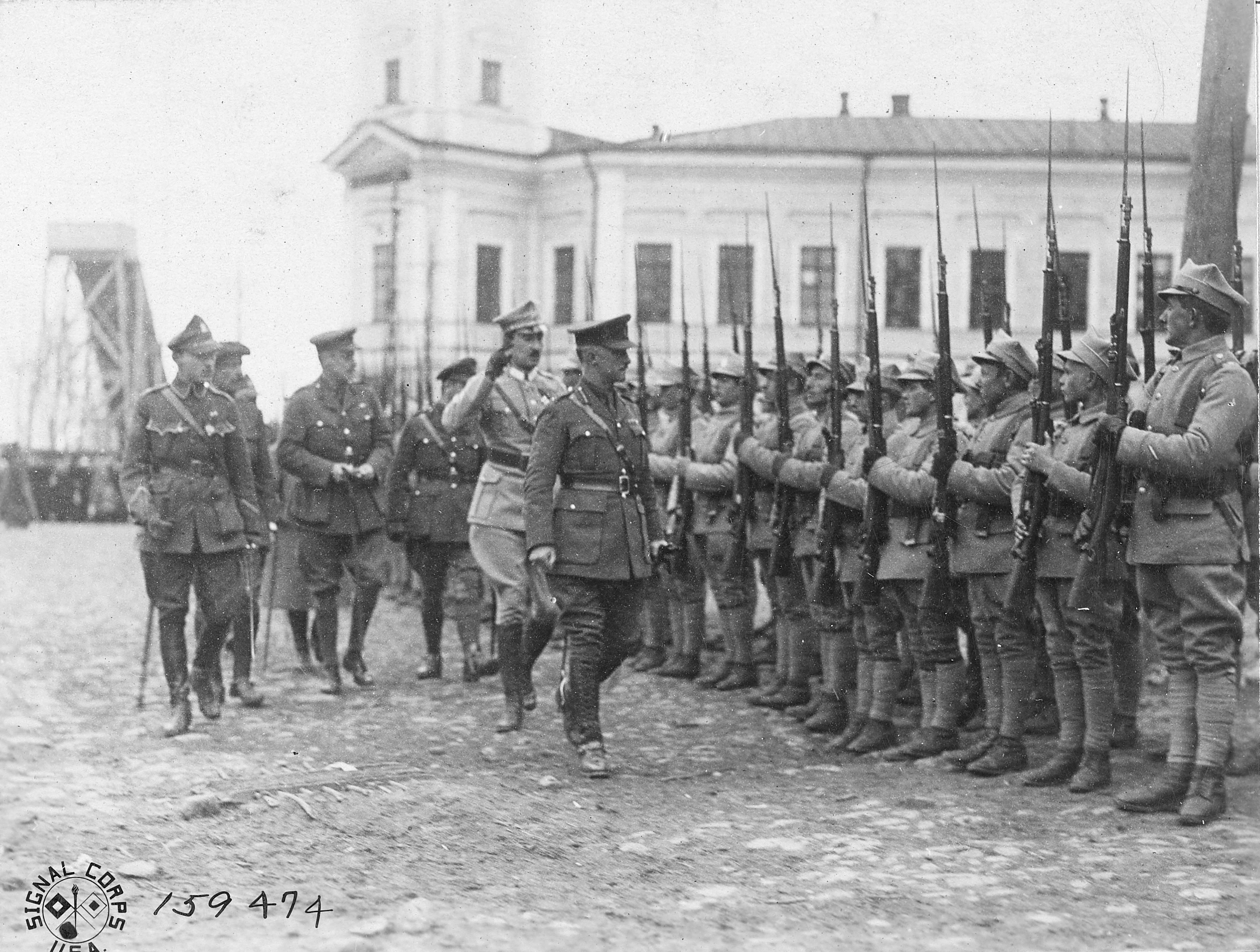
Lengyel, brit és francia tisztek szemlélnek meg egy lengyel egységet a frontra indulás előtt. Arhangelszk, 1919

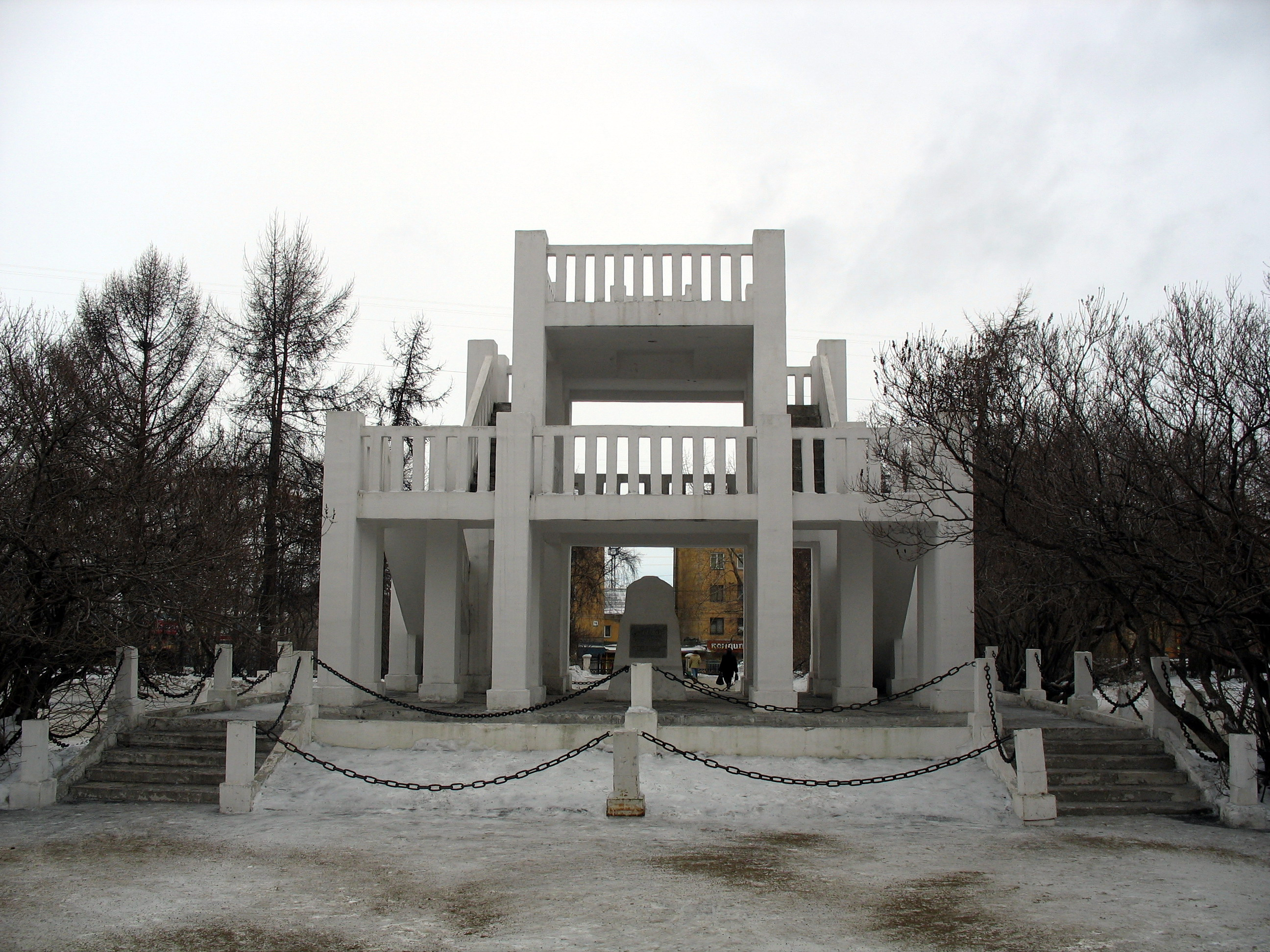
Az intervenció áldozatainak emlékműve Murmanszkban

A központi hatalmak előretörése olyan mértékben veszélyeztette Oroszországot és egyben a bolsevikok hatalmát is, hogy 1918 március 1-jén a mensevik–eszer összetételű murmanszki szovjet Trockij egyetértésével elfogadta a brit ajánlatot a város megvédésére a németek és a fehér finnek támadásával szemben..
Az első brit csapatok (170 fő) 1918 március 4-én, a breszt-litovszki béke aláírásának másnapján szálltak partra Murmanszkban. Május 2-án került sor az első harci cselekményekre, amikor fehér finnek foglalták el Pecsenga városát. A brit expedíciós erők a vörösök csapataival együtt harcoltak a németbarát fehér finnek ellen a város visszafoglalásáért, veszteségeket is szenvedtek. A szovjetek és az antant közötti kapcsolatok az intervenció más térségekben is folyó kiszélesedése, a csehszlovák hadtest lázadása miatt azonban gyorsan romlottak. Moszkva egyre határozottabban követelte a murmanszki szovjettől az antanttal folytatott együttműködés megszüntetését. Amikor erre a helyi szovjet elnöke, Alekszej Mihajlovics Jurjev nem volt hajlandó, 1918 június végén a nép ellenségének  nyilvánították.. A bolsevikok egy egysége a Petrográd–Murmanszk vasútvonalon érkezett a térségbe, hogy átvegye az ellenőrzést a város felett, de az antant szövetségesek visszaverték őket. Ez volt az első igazi összecsapás a vörösökkel.

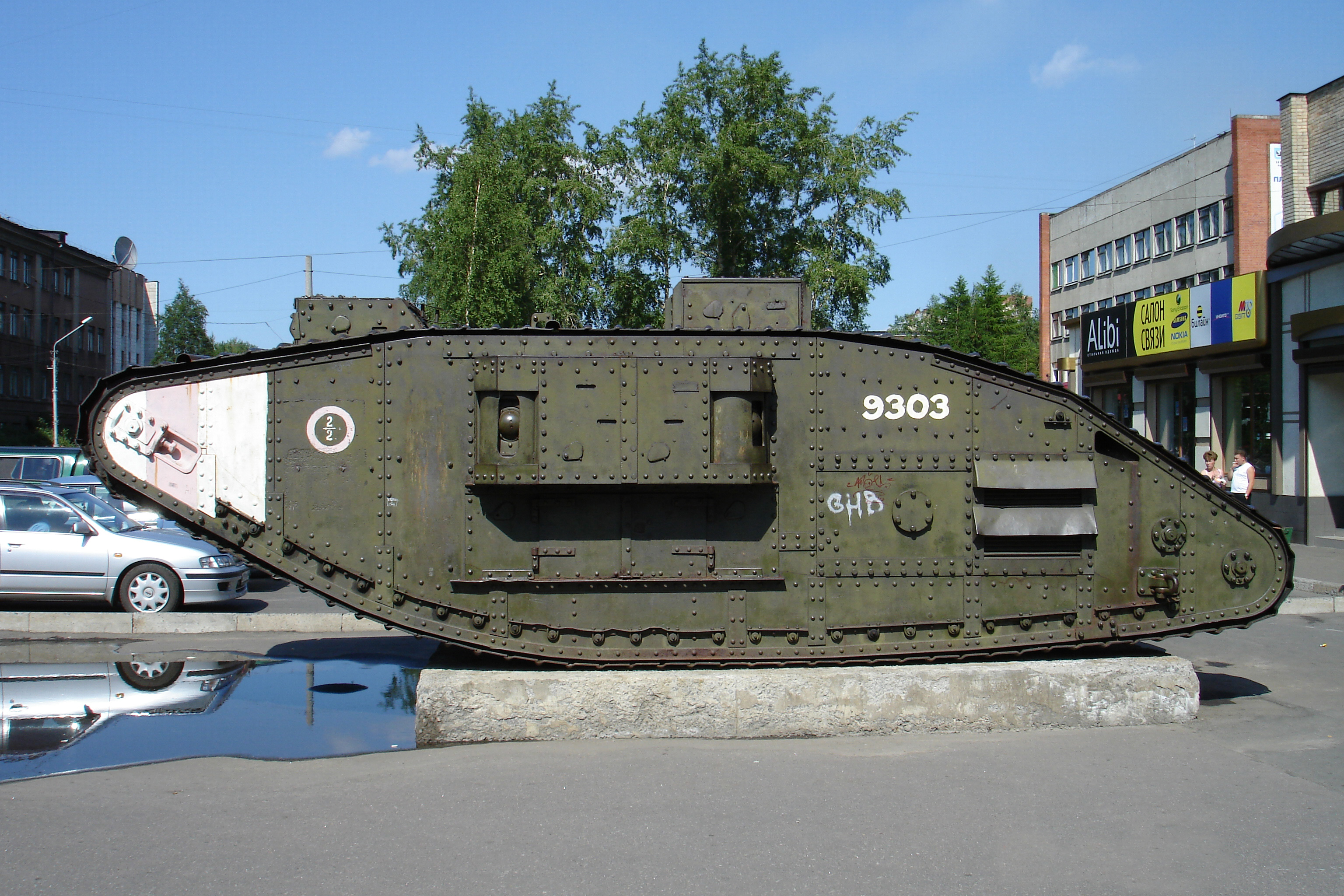
Brit tank Arhangelszkben kiállítva

1918 szeptemberében 1200 olasz katona és kisebb kanadai, francia egységek érkeztek a térségbe. A brit csapatok létszáma 6000 főre nőtt. 1918 augusztus 2-án brit és francia támogatással orosz antibolsevik erők vették át az irányítást Arhangelszkben és helyi kormányt alapítottak Nyikolaj Vasziljevics Csajkovszkij eszer politikus részvételével.
A murmanszki fronton egy brit tengerészgyalogos zászlóalj 1918 augusztus 28-án parancsot kapott a támadásra délre, Karélia felé. Összecsapásaik kudarcba fulladtak, veszteségeket szenvedtek. Másnap az újabb támadásra kapott parancsot az egyik század megtagadta és visszavonult egy közeli barátságos faluba. Ennek az zendülésnek a nyomán a brit hatóságok 93 tengerészgyalogost halálra, sokukat pedig kényszermunkára ítéltek. 1919 decemberében a londoni kormány, számos képviselő nyomására, visszavonatta a halálos ítéleteket és enyhítette a többi elítélt büntetését is.
1918. szeptember 4-én három amerikai zászlóalj szállt partra Arhangelszkben 4500 fővel. Egy brit folyami hajós egység is érkezett A British River Force of 11 monitorral, aknászhajókkal, amelyekhez (fehér) orosz ágyúnaszádok is csatlakoztak a Vaga és az Északi-Dvina összefolyásánál. A bolsevikok mintegy 30 ágyúnaszáddal vették fel velük a harcot. Szeptember végére az amerikai és skót egységek megtisztították a Dvina a Vaga háromszögét,  számos falut elfoglaltak és sok foglyot ejtettek. Október 27-én a szövetségesek egyik egysége csapdába került, mintegy 27 fő elesett, sok volt a sebesült. Egy lengyel egység tüntette ki magát a a harcokban, fedezte a visszavonulást.
A bolsevik támadások fokozatosan visszaszorították a szövetséges erőket, az utóbbiak által tartott területek összezsugorodtak. A vörösök legnagyobb támadásukat 1918 november 11-én, az első világháborúnak véget vető nyugati tűzszünet napján indították.   Amikor megérkezett a tűzszünet híre, a brit katonák Arhangelszkben erősen reménykedni kezdtek gyors kivonásukban Észak-Oroszországból, de csalódniuk kellett.
A telet a szövetségesek kiserődökben töltötték, csak járőröztek. 1918. december 11-én küldték először harcba a britek a hozzájuk csatlakozott fehéreket, de azok fellázadtak. Vezetőiket Edmund Ironside brit tábornok agyonlövette.
1919 elején a bolsevikok két alkalommal vegyi fegyvert is bevetettek a szövetségesek ellen, ami a brit sajtóban nagy visszhangot váltott ki. E támadások hatékonysága azonban korlátozott maradt.
A murmanszki szektorban a britek arra a következtetésre jutottak, hogy a bolsevik hatalom megdöntéséhez a legjobb út egy nagy fehér hadsereg felállítása. Toborzási, sorozási erőfeszítéseik azonban nem eredményeztek elég nagy létszámot. Ezért 1919 februárjában megkezdték előrenyomulásukat dél felé, hogy a sűrűbben lakott területeken eredményesebben sorozhassanak katonákat. Szegezsa városánál nagy ellenállást kellett leküzdeniük. A védekező vörösök helyőrségének fele elesett vagy fogságba került, és a szövetségesek folytatni tudták támadásukat. Február 20-ra mintegy 3000 négyzetmérföld területet foglaltak el.
A szövetséges csapatok 1919 elején jutottak a legtávolabbra délre, amikor elfoglalták a stratégiailag fontos Senkurszk városát, 373 kilométerre délre Arhangelszktől. 
Ironside tábornok Észak-Oroszország legfontosabb városának nevezte a települést és mindenképpen meg kívánta tartani. A szövetséges csapatokat azonban a január 19–20-án lefolytatott heves csata során kiűzték a városból. A következő napokban a Brit Királyi Légierő több felderítő- és bombázó repülést hajtott végre a visszavonulást támogatandó. Ez a vereség fordulópont volt, a szövetséges erőket erősen visszavetette a következő néhány hónapra.
Az Arhangelszktől délre kialakult „vasúti fronton” március végén a brit és amerikai csapatok több mint 500 fős veszteséget okoztak a vörösöknek.
A szövetségesek katonái közül sokan lázadoztak. A bolsevikok támadásokat indítottak abban a reményben, hogy az ellenséges katonák esetleg át is állhatnak. A fehérek közti számos parancsmegtagadás a nyugati szövetségesek körében is rontotta a morált: egyes brit, amerikai és kanadai egységek is megtagadták a harcot. Április 25-én a fehérek egy zászlóalja fellázadt, 300 ember átállt a bolsevikokhoz és megtámadta a szövetséges csapatokat a Tulgasz folyónál.
Május közepén brit, olasz és francia csapatok újabb offenzívát indítottak a murmanszki szektorban. A makacs bolsevik ellenállás letörésére szuronyrohamot is bevetettek. A két fél páncélvonatai is összecsaptak. Végül azonban a szövetségesek nem tudták elérni fő céljukat, Petrozavodszk városát. 
Áprilisban toborzás kezdődött Angliában az oroszországi brit haderő megerősítésére, egy „észak-oroszországi felmentő erő” felállítására, aminek egyetlen meghirdetett célja a meglévő brit pozíciók védelme volt. A hazai közvélemény megosztott volt az intervenciót illetően. A 3500 főnyi erősítés május-júniusban érkezett Észak-Oroszországba.
Júniusban a francia csapatok hazatértek, és a brit tengerészgyalogosokat, majd kérésükre az összes kanadai csapatot, aztán az amerikaiakat is kivonták. A szerb csapatok is megbízhatatlanná váltak és visszavonták őket. Július 3-ára az olasz csapatok is a lázadás szélére kerültek: egyre nőtt az elégedetlenségük amiatt, hogy az első világháborúnak véget vető fegyverszünet után oly sokkal még mindig Oroszországban vannak. Július közepén két amerikai vasúti katonai egységet is visszavontak. A maradék francia és angol csapatok sem hajlottak a harcra, az arhangelszki francia katonák visszautasították a részvételt minden olyan műveletben, amelyik nem kizárólag védekező jellegű volt. Ennek ellenére a parancsnokok támadást tervezetek Kotlasz irányában, hogy kapcsolatot teremtsenek  Kolcsak fehér erőivel. A támadás során két falut elfoglaltak, 150 bolsevikot megöltek és 450-et fogságba ejtettek. Kolcsak erőit azonban időközben a vörösök visszaszorították, ezért aztán az offenzívát leállították.
1919. július elején újabb fehér egység lázadt fel, megölte brit tisztjeit, és 100 fő átállt a bolsevikokhoz. Az ausztrál csapatok elfojtották a fehérek egy lázadását. Július 20-án Onyega kulcsfontosságú városában 3000 fehér lázadt fel és átadta a várost a vörösöknek. Ezzel megszűnt a szövetségesek szárazföldi összeköttetése Murmanszk és Arhangelszk között. A brit csapatok hangulata tovább romlott. Július végén a britek fegyverrel kényszerítették a fehéreket Onyega visszavételére, de a támadás kudarcot vallott. Az egyik szövetséges hadihajón 5 bolsevik hadifogoly fellázadt, időlegesen semlegesítette a hajón lévő 200 fehér katonát és átvette a hajó irányítását. A kudarcok nyomán friss brit tengerészgyalogos zászlóalj érkezett a térségbe július végén.
1919. augusztusban és szeptemberben került sor a legsúlyosabb harcokra az egyre erősödő Vörös Hadsereggel a Dvina menti fronton. Egy támadásban 750 foglyot szereztek és rátaláltak egy ütegre német legénységgel. Egészében az offenzíva során 700 vöröskatonát öltek meg és a műveletet sikeresnek értékelték.
A murmanszki fronton is támadásokat indítottak annak érdekében, hogy a britek tervezett hazatérése előtt jó állapotban hagyják hátra a frontot a fehérek számára.
Szeptember 22-én már folyamatban volt a szövetséges csapatok kivonása, amikor  egy brit különítmény négy halászhajón Kandalaksa városába ment, hogy megakadályozza a finn bolsevikok ottani szabotázsakcióit a vasút ellen. A briteket azonban csapdába csalták és súlyos veszteségeket szenvedtek. A vörösök így le tudták rombolni az ottani hidakat, akadályozva az evakuációt.
A szövetségesek végül 1919 szeptember 27-én hagyták el Arhangelszket és október 12-én Murmanszkot.

### Baltikum és Északnyugat-Oroszország

Az északnyugat-oroszországi hadszíntér domborzati térképe. A Velikaja folyó délről folyik a Pszkovi-tóba

Bár az észt hadsereg megszerezte az ellenőrzést országa felett, a velük szemben álló 7. bolsevik hadsereg és az észt vörös lövészek még aktívak voltak. Az észt főparancsnokság úgy döntött, hogy támadást indít az orosz területekre a fehérek északi hadtestének támogatására. A Narvánál indított támadásuk meglepte a szovjeteket és szétzúzta a 6. hadosztályukat. A Brit Királyi Haditengerészet a Finn-öbölből nyújtott támogatást az észt és a fehér egységeknek, cirkálóik és rombolóik lőtték a bolsevikok utánpótlásai vonalait. December 26-án brit hadihajók elfogtak 2 orosz rombolót, amik akkor Tallinn kikötőjét lőtték. A rombolókat az észteknek ajándékozták, akiknek ez a két hajó lett haditengerészetük magja.
Az észt kormányzat annyira tartott a vörösöktől, hogy brit csapatokat kért a főváros védelmére, és az egész országot brit protektorátus alá helyezte volta, de London ezt elutasította.
A Pszkov elleni észt támadás 1919. május 13-án kezdődött. Felszámolták az Észtországi Munkáskommün Vörös Hadseregét, megtisztították a területet Észtország és és a Velikaja folyó között. Néhány nap múlva megérkeztek Pszkovba. 1919 június 19-én Johan Laidoner észt főparancsnok lemondott az addig alá tartozott fehér orosz csapatok vezetéséről, amelyek felvették az Északnyugati Hadsereg nevet és Nyikolaj Nyikolajevics Jugyenyics tábornok vette át a parancsnokságot.
Az észtek harci kedve csökkent, mivel a bolsevik kormány elismerte Észtország függetlenségét. A fehérek Északnyugati Hadserege azonban október 9-én brit és francia fegyverzettel újabb nagy támadást indított Petrográd elfoglalására, amihez az észtek és a Royal Navy is csatlakozott. A támadók 16 kilométerre megközelítették a várost, azonban végül a vörösök visszaverték őket. A fehérek Észtország felé menekültek, de az észt főparancsnokság lefegyverezte és internálta azokat a fehéreket, akik átlépték a határt.
Időközben jelentős elégedetlenség, kisebb lázongások bontakoztak ki a brit tengerészek között a Balti-tengeren. Sokan közülük már évek óta harcoltak, ami érthetővé tette háborús fáradtságukat. Elégedetlenségükhöz hozzájárult rossz ellátásuk, az eltávozás hiánya, valamint hatott rájuk a bolsevik propaganda is.
A britek közül összesen 128 fő esett el a balti hadjáratban. A résztvevő 90 hajójuk közül 17 veszett el és körülbelül 70 megsérült.

### Dél-Oroszország és Ukrajna

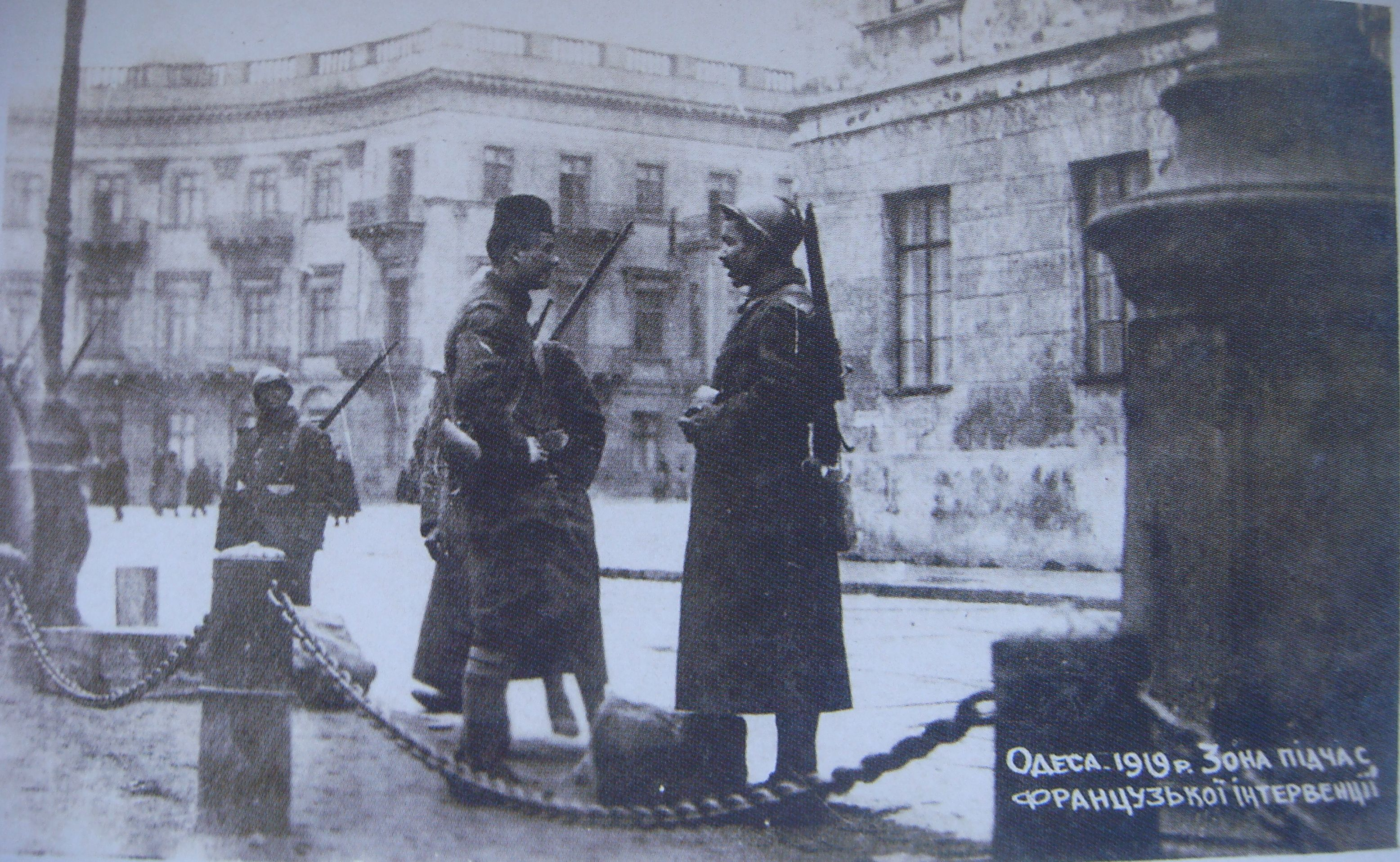
Francia katonák Odesszában, 1919

Franciaország igen jelentős tőkeérdekeltségekkel rendelkezett dél-oroszországi és ukrajnai vállalatokban és szénbányákban.
1918. december 18-án a franciák partra szálltak Odesszában és Szevasztopolban. Odesszában hét órás harcot folytattak az Ukrán Népköztársaság csapataival, mielőtt ellenőrzésük alá vonták a várost. A franciák célja Gyenyikin tábornok Fehér Hadseregének támogatása volt az orosz polgárháborúban. A franciák vezette hadjáratban részt vettek görög és lengyel csapatok is. A francia, görög és lengyel katonák és tengerészek morálja egyaránt alacsony volt, már nagyon várták a leszerelést és hazatérést. Egy helyi hadúr, Nyikifor Olekszandrovics Grigorjev atamán, 1919 február 18-án a bolsevikok mellé állt, a külföldi intervenciósok ellen fordult és 10–12 ezer fős seregével elfoglalta Herszont. Ezután Mikolajiv ellen vonult fel, ahol még 12 ezer jól felszerelt német állomásozott, de ők nem kívántak részt venni a harcokban. A helyi francia parancsnok engedélyt kapott a tárgyalásra, és ennek eredményeként a március 14–16-án a szövetségesek és a németek egyaránt elhagyták a várost, jelentős mennyiségű hadianyagot hagyva maguk után.
1919 áprilisára a szövetségesek csapatait Grigorjev csapatainak fenyegetése miatt kivonták Odesszából. A franciák körében kitört nagyobb zendülés (több hadihajón, így Waldeck-Rousseau páncélos cirkálón felvonták a vörös zászlót és a felkelők két napi ellenőrzésük alatt tartották a hajót) valamint néhány, a Fekete-tengerre vezényelt brit tengerész parancsmegtagadása gyorsította a kivonulást. Az utolsó szövetséges csapatok 1919 április 29-én hagyták el a Krím félszigetet.
Vrangel tábornok újjászervezte a fehérek erőit a térségben, de végül, 1920 november 14-én, ők is elhagyták Oroszországot a szövetségesek hajóin.

### Szibéria

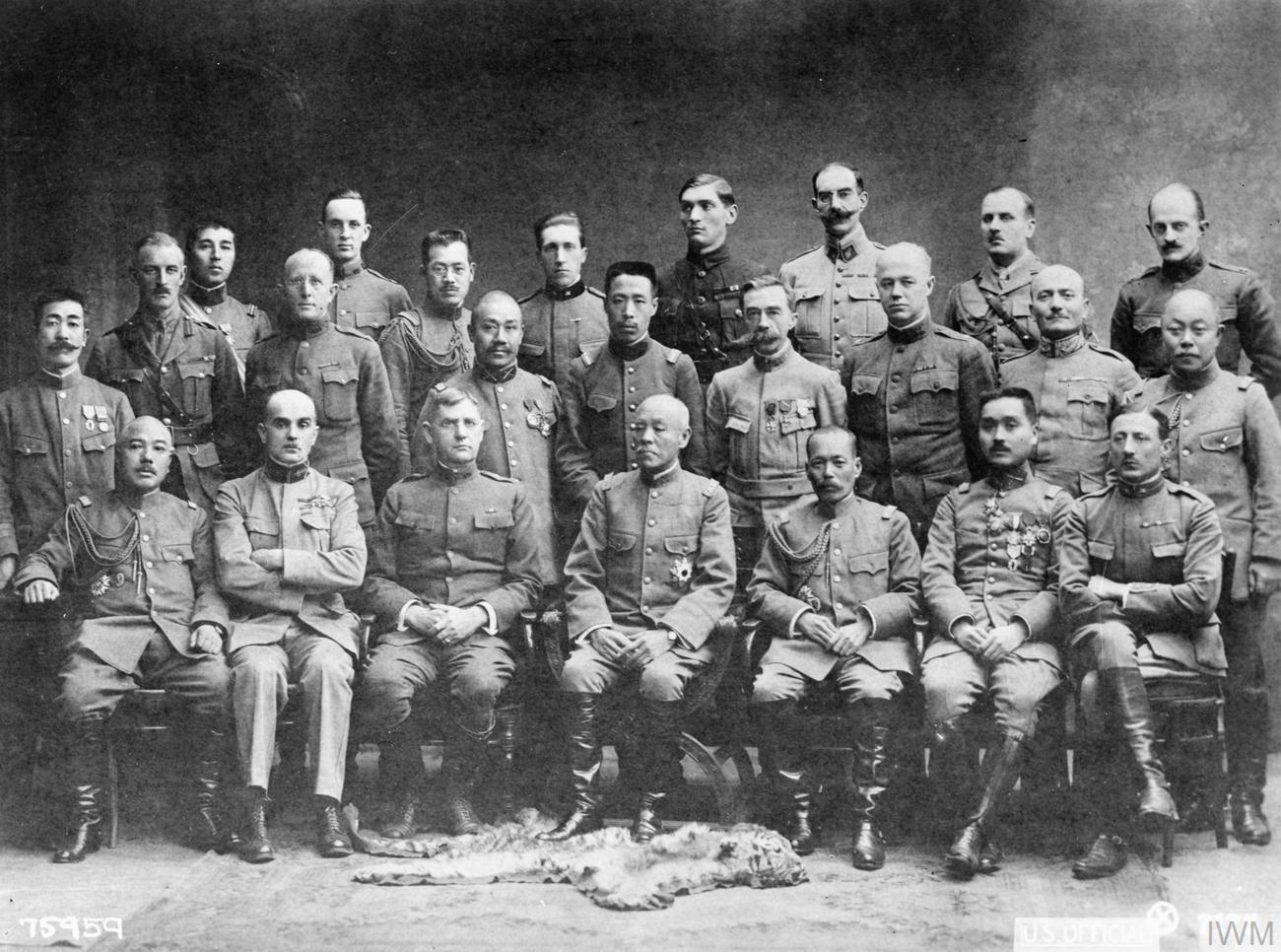
A szövetségesek katonai parancsnokai Vlagyivosztokban

A szövetségesek 1918 augusztusában kezdték meg szibériai intervenciójukat. Nagy-Britannia 1800 fős egységet küldött, amely elsőként szállt partra Vlagyivosztokban augusztus 3-án. A japánok a kikötőn illetve a kínai–orosz határon át érkeztettek csapatokat, végül összesen 70 ezer főt. Hozzájuk csatlakoztak még amerikai, kanadai, francia és olasz egységek, valamint a Csehszlovák Légió Szibéria belsejéből érkezett részegységei. A pekingi kormány is küldött csapatokat Vlagyivosztokon keresztül.
A britek október végére egészen Omszkig előrehatoltak Vlagyivosztokból. Itt töltöttek hat hónapot a szibériai tél idején. Támogatták Kolcsak admirálist, aki 1918 novemberében puccsot hajtott végre és kikiáltotta magát Oroszország Legfőbb Vezetőjének. A brit erő tüzérségi támogatást nyújtott a nyugat felé előretörő csehszlovák és fehér orosz egységeknek. Később a britek a Káma folyón folytattak folyami hadviselést a vörösök hajóival szemben.
A vörösök általános előretörése nyomán a brit egységeket 1919 nyarán kivonták. 1920-ban az összes többi szövetséges is visszavonult, kivéve a japánokat, akik 1922-ig, illetve Szahalin északi felén egészen 1925-ig maradtak.

### Kaukázus

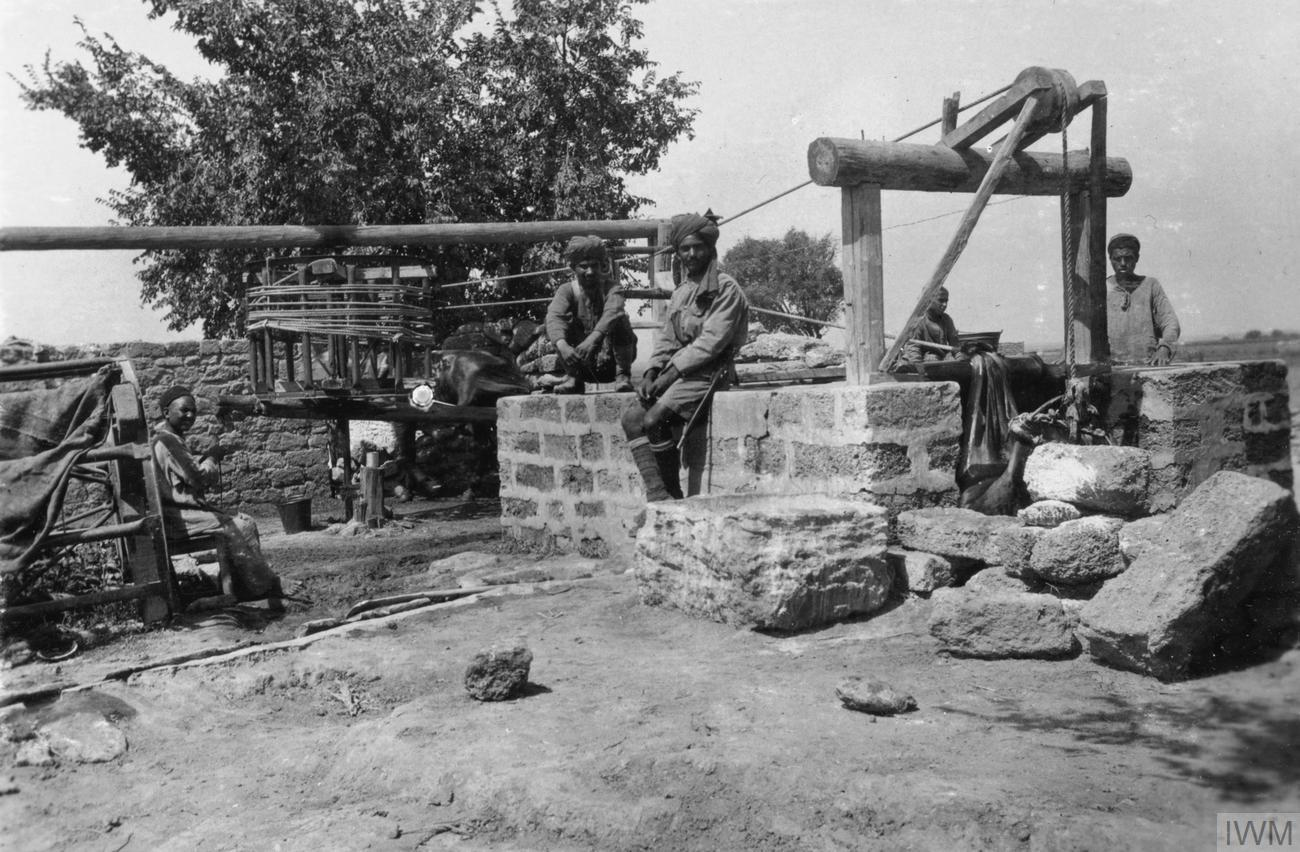
Indiai katonák egy perzsa kútnál Bakuban, 1917

A Dunsterforce nevű szövetséges katonai misszió 1917-ben érkezett Észak-Irán és a Dél-Kaukázus térségébe ausztráliai, brit, kanadai katonák részvételével az iráni Hamadánból. A küldetés célja a stratégiai fontosságú terület, az Indiába vezető út és az kőolajkészletek védelme volt a központi hatalmakhoz tartozó Oszmán Birodalomtól.
Az orosz polgárháború elején három független állam működött a Kaukázusban: a mensevikek által dominált Grúz Demokratikus Köztársaság, az Örmény Köztársaság és az Azerbajdzsáni Demokratikus Köztársaság. A fehérek hatalma nem terjedt ki a térségre.

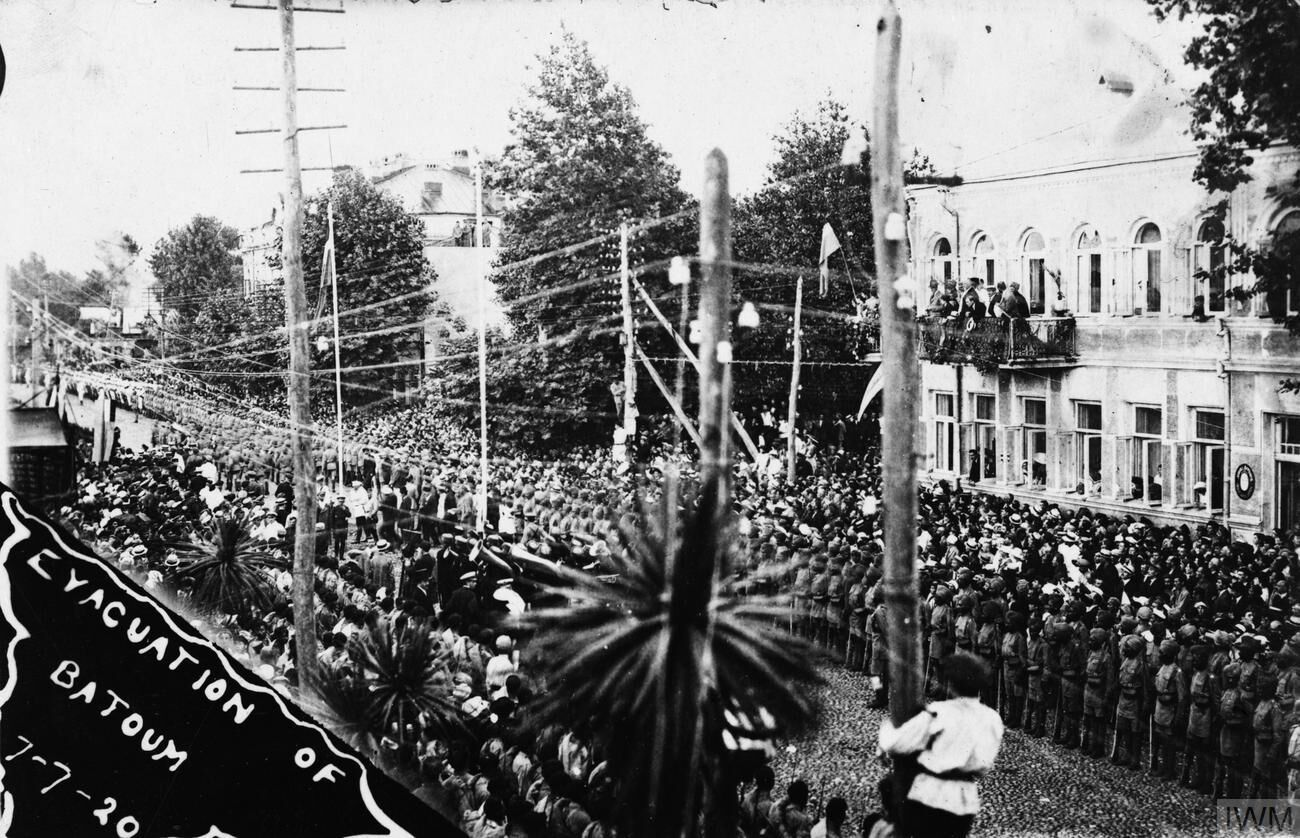
Brit-indiai csapatok díszszemléje Batumiban az evakuáció előtt, 1920

A Dunsterforce különítmény 1918 augusztusában szállt partra Bakuban 1200 fővel, bár előtte feltartóztatta őket egy 3000 fős orosz bolsevik erő Bandar-e Anzali kikötőjében. Szeptemberben a török csapatok brutális támadást indítottak Baku ellen, amit a brit erők csak két hétig tudtak tartani, szeptember 14-én – 200 fős veszteség, 95 halott után – fel kellett adniuk a várost.
Törökország azonban vereséget szenvedett az első világháborúban és 1918 novemberében ki kellett vonnia csapatait Azerbajdzsánból. November 17-én 1600 brit katona érkezett Bakuba William Montgomerie Thomson tábornok parancsnoksága alatt, aki katonai kormányzóként statáriumot hirdetett. A britek elfoglalták Tiflisz és Batumi városait is Grúziában, valamint a Fekete-tenger és a Kaszpi-tenger térségét összekötő Batumi–Baku-vasútvonalat. 1919 januárjára a térségbeli brit erők létszáma 40 000 főre nőtt, ami a legnagyobb brit katonai kontingens volt Oroszországban. 1919. augusztus 24-re azonban az összes brit csapatot kivonták.

### Transz-Kaszpi hadjárat
1918 augusztusában Malleson tábornok vezetésével brit egység hatolt be Aşgabat térségébe Irán felől, hogy támogassa az ott létrejött mensevik–eszer kormányzatot, amely korábban kiűzte onnan a taskenti bolsevikokat, és ellenőrzése alá vonja a stratégiai jelentőségű transz-kaszpi vasútvonalat.
November 1-re a britek elfoglalták Merv városát. A későbbiekben további jelentős összecsapásokra került sor a bolsevikok erőivel, de végül 1919 januárjában a brit erőket kivonták a térségből és azok Perzsia felé távoztak.

## Értékelések, következmények
Az antanthatalmak, elsősorban Anglia és Franciaország a maguk hagyományos oroszországi „érdekszférái” megőrzése érdekben folyamodtak a katonai intervencióhoz. Franciaország a dél-oroszországi és ukrajnai vállalatokban és bányákban lévő befektetései, és főleg a cári Oroszországnak nyújtott hatalmas pénzügyi kölcsönei révén – amik visszafizetését a bolsevik hatalom megtagadta – minden más országnál nagyobb veszteségekkel nézett szembe. Az angol érdekek elsősorban a kaukázusi, bakui olajmezőkhöz fűződtek, de – hagyományos módon – az Indiába vezető  közép-ázsiai stratégiai útvonalat is mindenképpen meg kívánták védeni az orosz előretöréstől.
Az Oroszország elleni intervenció a későbbiekben érthető módon szélsőségesen eltérő értékeléseket kapott. Winston Churchill az intervenció szenvedélyes támogatója volt és a hidegháború idején is visszatérően hangsúlyozta: akkoriban alkalom nyílt arra, hogy a bolsevizmust bölcsőjében semmisítsék meg, és történelmi hiba volt ennek elmaradása. Annak ellenére kevesellte a támogatást, hogy 1919. szeptember 15-i feljegyzésében azt írta, hogy 1919-ben Anglia 100 millió fontot, Franciaország pedig 30-40 millió fontot költött az oroszországi fehér csapatokra.
Az Oroszországba küldött szövetséges csapatok harcértéke azonban szinte nulla volt. A világháborúban már szörnyű csatákat átélt katonák nem akartak hazájuktól távol meghalni. Háborúellenes hangulat volt a győztes országokban is, nem csak az egykori központi hatalmak társadalmában. A bolsevik jelszavak visszhangra találtak az antant nagyhatalmaiban is. Lázadás tört ki a fekete-tengeri francia hadihajókon, mint Próteusz torpedónaszádon már 1918 áprilisában, 1919 tavaszán pedig a France és a Waldeck-Rousseau cirkálókon is. A lázadók, mint André Marty és Charles Tillon bevonultak a „proletár internacionalizmus” és a Francia Kommunista Párt legendáriumába.
A szovjet vezetők számára az intervenció annak a bizonyítéka volt, hogy a nyugati hatalmak megfojtanák a Szovjetuniót, amennyiben lehetőségük nyílna erre.
1957-ben Frederick L. Schuman történész, az amerikai kommunista párt egykori tagja azt írta, hogy az intervencióra vezethető vissza a kelet–nyugati kapcsolatok megmérgeződése, és hozzájárult a második világháború kirobbanásához is.
Robert Maddox történész szerint az intervenció közvetlen eredménye sokezer élet elvesztése, az orosz polgárháború elhúzódása és az orosz társadalom további rombolása lett.
John M. Thompson történész azt hangsúlyozta, hogy bár az intervenció nem tudta leállítani a bolsevik forradalmat Oroszországban, mindenesetre megakadályozta azt, hogy az átterjedjen a közép-európai térségre.
John Francis Nejez Bradley és mások szerint a szövetségesek intervenciója a bolsevikok kezére játszott, mivel az a fehéreket diszkreditálta, őket a Nyugat szervilis bábjainak láttatta, emiatt a cári hadsereg tisztjei inkább a hazafiasabbnak tűnő vörösökhöz csatlakoztak.

## Fordítás
- Ez a szócikk részben vagy egészben  az   Allied intervention in the Russian Civil War című angol Wikipédia-szócikk ezen változatának fordításán alapul.  Az eredeti cikk szerkesztőit annak laptörténete sorolja fel. Ez a jelzés csupán a megfogalmazás eredetét és a szerzői jogokat jelzi, nem szolgál a cikkben szereplő információk forrásmegjelöléseként.